# Kristján Flóki Finnbogason
Kristján Flóki Finnbogason, né le 12 janvier 1995 à Hafnarfjörður en Islande, est un footballeur international islandais, qui évolue au poste d'avant-centre au KR Reykjavík.

## Biographie

### En club
Kristján Flóki Finnbogason débute en professionnel avec le club du FH Hafnarfjörður en Islande, avant de rejoindre en 2013 le FC Copenhague. Il ne joue cependant aucun match avec l'équipe première de Copenhague, et retourne dans son club formateur en 2015.
Le 14 juin 2015, il se met en évidence en inscrivant un triplé en championnat, sur la pelouse de l'ÍB Vestmannaeyja (victoire 1-4). Par la suite, le 3 juillet 2017, il est l'auteur d'un doublé en championnat, lors d'un déplacement à Breiðablik (victoire 1-2). En cette saison 2017, il marque huit buts en à peine cinq mois.
En août 2017, du fait de ses bonnes performances avec Hafnarfjörður, il quitte une nouvelle fois son pays, et rejoint le club norvégien de l'IK Start.
Par la suite, le 1er août 2018, Finnbogason est prêté au club suédois de l'IF Brommapojkarna.
En 2019, il effectue son retour dans son pays natal, en s'engageant avec le KR Reykjavík. Il marque dès sa première apparition sous ses nouvelles couleurs, le 6 août 2019, contre l'UMF Grindavík. Son équipe l'emporte par cinq buts à deux ce jour-là.

### Carrière en sélection
Avec les moins de 17 ans, il participe à la phase finale du championnat d'Europe des moins de 17 ans en 2012. Lors de cette compétition organisée en Slovénie, il joue trois matchs. Avec un bilan d'un nul et deux défaites, l'Islande ne parvient pas à dépasser le premier tour.
Avec les moins de 19 ans, il inscrit deux buts lors des éliminatoires du championnat d'Europe des moins de 19 ans 2014, contre la France, et la Turquie.
Avec les espoirs, il délivre une passe décisive contre l'Écosse, le 5 octobre 2016. Ce match gagné 2-0 rentre dans le cadre des éliminatoires de l'Euro espoirs 2017.
Le 8 février 2017, Kristján Flóki Finnbogason honore sa première en sélection avec l'équipe nationale d'Islande, contre le Mexique. Il est titulaire lors de cette rencontre qui se solde par la défaite des siens (1-0).

## Palmarès
FH Hafnarfjörður
- Champion d'Islande
  - 2012, 2015 et 2016.
- Vice-champion d'Islande
  - 2013.
- Finaliste de la Coupe d'Islande
  - 2017.

 KR Reykjavík
- Champion d'Islande
  - 2019

 IK Start
- Champion de Norvège de D2
  - 2017.